# Чакарам

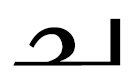
Чакарам

Малаяли акшарамал

Чакарам (малаял. ചകാരം) — ча, 19-я буква алфавита малаялам, глухая постальвеолярная аффриката, по индийской классификации относится к нёбным (талавьям). Акшара-санкхья — 6 (шесть).

## Лигатуры
Чча — ച്ച . Чйа — ച്യ . Чра — ച്ര . Чла — ച്ല . Чва — ച്വ . Ччха — ച്ഛ .

## Грамматика
- ച (ча) — префикс, придающий значение совместности.